# Peeter Pruus
Peeter Pruus (ur. 16 lipca 1989 w Tartu) – estoński kolarz szosowy, górski i przełajowy. Olimpijczyk (2020).
Pruus jest wielokrotnym medalistą mistrzostw Estonii w kolarstwie górskim i przełajowym.
Od 5 czerwca 2014 do 4 kwietnia 2015 był zdyskwalifikowany za złamanie przepisów antydopingowych.

## Osiągnięcia

### Kolarstwo szosowe
Opracowano na podstawie:

2015
- 1. miejsce w Tour of Borneo
  - 1. miejsce w klasyfikacji górskiej
  - 1. miejsce na 5. etapie

2016
- 2. miejsce w Pucharze Uzdrowisk Karpackich

2017
- 1. miejsce w klasyfikacji górskiej Tour of Estonia

2019
- 2. miejsce w mistrzostwach Estonii (start wspólny)

### Kolarstwo górskie
Opracowano na podstawie:
2016
- 1. miejsce w mistrzostwach Europy (maraton)

2019
- 3. miejsce w mistrzostwach Europy (maraton)

## Rankingi

### Kolarstwo szosowe
| Rok             | 2015 | 2016  | 2017 | 2018 | 2019 | 2020  | 2021  | 2022  |
| --------------- | ---- | ----- | ---- | ---- | ---- | ----- | ----- | ----- |
| World Ranking   |      | 1049. | 731. | -    | 667. | 1884. | 2339. | 1211. |
| UCI Europe Tour | 864. | 715.  | 826. | -    | 492. | 1387. | 1561. | 848.  |
| UCI Asia Tour   | 54.  | -     | 140. | -    |      |       |       |       |
|                 |      |       |      |      |      |       |       |       |
| Źródło: UCI     |      |       |      |      |      |       |       |       |